# MK2 Odéon (côté Saint-Michel)
Pour les articles homonymes, voir Hautefeuille.
Le MK2 Odéon (côté Saint-Michel), anciennement MK2 Hautefeuille, est une salle de cinéma du groupe MK2, classée art et essai.
Elle est située dans le 6e arrondissement de Paris, au croisement de la rue Hautefeuille et de la rue Serpente, à proximité du boulevard Saint-Germain et du boulevard Saint-Michel.

## Historique
Le MK2 Odéon (côté Saint-Michel) est un cinéma d'art et d'essai indépendant aménagé dans un immeuble ancien du Quartier latin et qui fut inauguré en 1972 sous le nom le Hautefeuille. Il change de propriétaire en 1980 et devient une salle intégrée au groupe Pathé, le Pathé-Hautefeuille, puis est racheté par Gaumont en 1992 qui pour l'occasion le rénove entièrement et le renomme Gaumont Hautefeuille. En 1994, le groupe MK2 reprend la direction du cinéma, le rebaptise 14 Juillet Hautefeuille, puis MK2 Hautefeuille en 1998 et enfin MK2 Odéon (côté Saint-Michel) en 2016.
Le MK2 Odéon (côté Saint-Michel) dispose de quatre salles avec un son numérique. Ces salles présentent fréquemment en avant-première des films indépendants étrangers (d'Amérique du Sud ou d'Asie) et français, en présence de leurs réalisateurs, et a la particularité de mettre à l'affiche des films sortis depuis quelques mois, « en séances de rattrapage ». Le cinéma programme également de nombreuses rétrospectives, organise des cycles thématiques plusieurs fois dans l'année, et donne des cartes blanches à différentes personnalités (Claude Régy, Olivier Py, Irit Batsry, Jean-Pierre Vincent, Hans Peter Cloos, Zabou Breitman...).

## Accès
Le cinéma est accessible par la ligne 4 aux stations Saint-Michel et Odéon et par la ligne 10 à la station Cluny - La Sorbonne.